# 拉里·奥布赖恩
小劳伦斯·弗朗西斯·“拉里”·奥布赖恩（英語：Lawrence Francis "Larry" O'Brien, Jr.，1917年7月7日—1990年9月28日），美国政治家、竞选战略专家，美国民主党人，曾任美国邮政部长（1965年-1968年）和NBA总裁（1975年-1984年）。

## 生平
奥布赖恩出生于马萨诸塞州斯普林菲尔德，是爱尔兰移民的后裔。由于父亲是当地民主党的领导人，奥布赖恩很小就开始涉足政治，11岁时便作为志愿者参加了1928年美国总统选举阿尔·史密斯竞选阵营。1942年，奥布赖恩在东北大学斯普林斯菲尔德分校即今日西英格兰学院法学院获得法律学士学位。
奥布赖恩先后于1946年、1948年和1950年三次出任其好友福斯特·弗科洛竞选美国众议院议员的竞选阵营主管。
1952年和1958年，奥布赖恩两次被约翰·F·肯尼迪任命为其美国参议院议员竞选阵营的主管，为肯尼迪的成功当选作出了重要贡献。1959年，奥布赖恩开始为肯尼迪参加1960年美国总统选举作准备。1960年，奥布赖恩被肯尼迪任命为其总统竞选阵营的主管。奥布赖恩在威斯康星和西弗吉尼亚等选举关键州安排的竞选计划使许多民主党人认为肯尼迪的天主教信仰不会成为竞选阻力。
奥布赖恩为美国民主党全国大会发展出了一套新的总统竞选战略，后来成为了民主和共和两党的标准。
1964年，奥布赖恩被林登·B·约翰逊任命为总统竞选阵营主管。1968年，奥布赖恩担任休伯特·汉弗莱的总统竞选阵营主管。同年，奥布赖恩还受霍华德·休斯的邀请在华盛顿特区做公共政策游说者。
1968年和1970年，奥布赖恩两次被民主党全国大会选举为主席。1972年，奥布赖恩在水门大厦的主席办公室被秘密安装窃听器，引发了著名的“水门事件”。
1972年美国总统选举中，奥布赖恩是民主党候选人乔治·麦戈文的首席顾问。在副总统候选人托马斯·伊格尔顿被证实患有严重疾病后，奥布赖恩一度成为最热门的替代者，但最后麦戈文还是选定了萨金特·施赖弗。
1992年，民主党全国大会设立劳伦斯·奥布赖恩奖，以纪念奥布赖恩对民主党的巨大贡献。

## 政府工作
1948年，众议员福斯特·弗科洛邀请奥布赖恩担任行政助理，成为其第一份政府工作。1960年，当选总统约翰·F·肯尼迪命奥布赖恩帮助其延揽新政府成员。1961年，总统肯尼迪任命奥布赖恩担任总统与国会联系的特别助理。
肯尼迪遇刺后，奥布赖恩继续留在白宫，担任继任总统林登·B·约翰逊与国会联系的特别助理。1965年，奥布赖恩被任命为美国邮政部长直至1968年。

## NBA总裁
1975年，奥布赖恩被美国国家篮球协会（NBA）任命为总裁，成功领导了与美国篮球协会的合并。奥布赖恩于1984年离任。
1984年，NBA的冠军奖杯沃尔特·A·布朗冠军奖杯被更名为拉里·奥布赖恩冠军奖杯。
1991年，奥布赖恩入选篮球名人堂。